# Ursula Putzier
Ursula Putzier ist eine ehemalige deutsche Handballspielerin. Sie wurde 1975 mit der DDR-Nationalmannschaft Weltmeisterin.

## Vereinskarriere
Ursula Putzier spielte beim SC Empor Rostock in der höchsten Spielklasse der Deutschen Demokratischen Republik, der Oberliga.
Mit dem Rostocker Verein stand sie im Finale des IHF-Pokals 1982/1983.

## Nationalmannschaft
Für die DDR-Nationalmannschaft nahm sie an der Weltmeisterschaft 1975 in der Sowjetunion teil und wurde mit dem Team Weltmeister, wobei sie in zwei Spielen zwei Treffer zum Erfolg beisteuerte.